# 蕃茄義大利麵

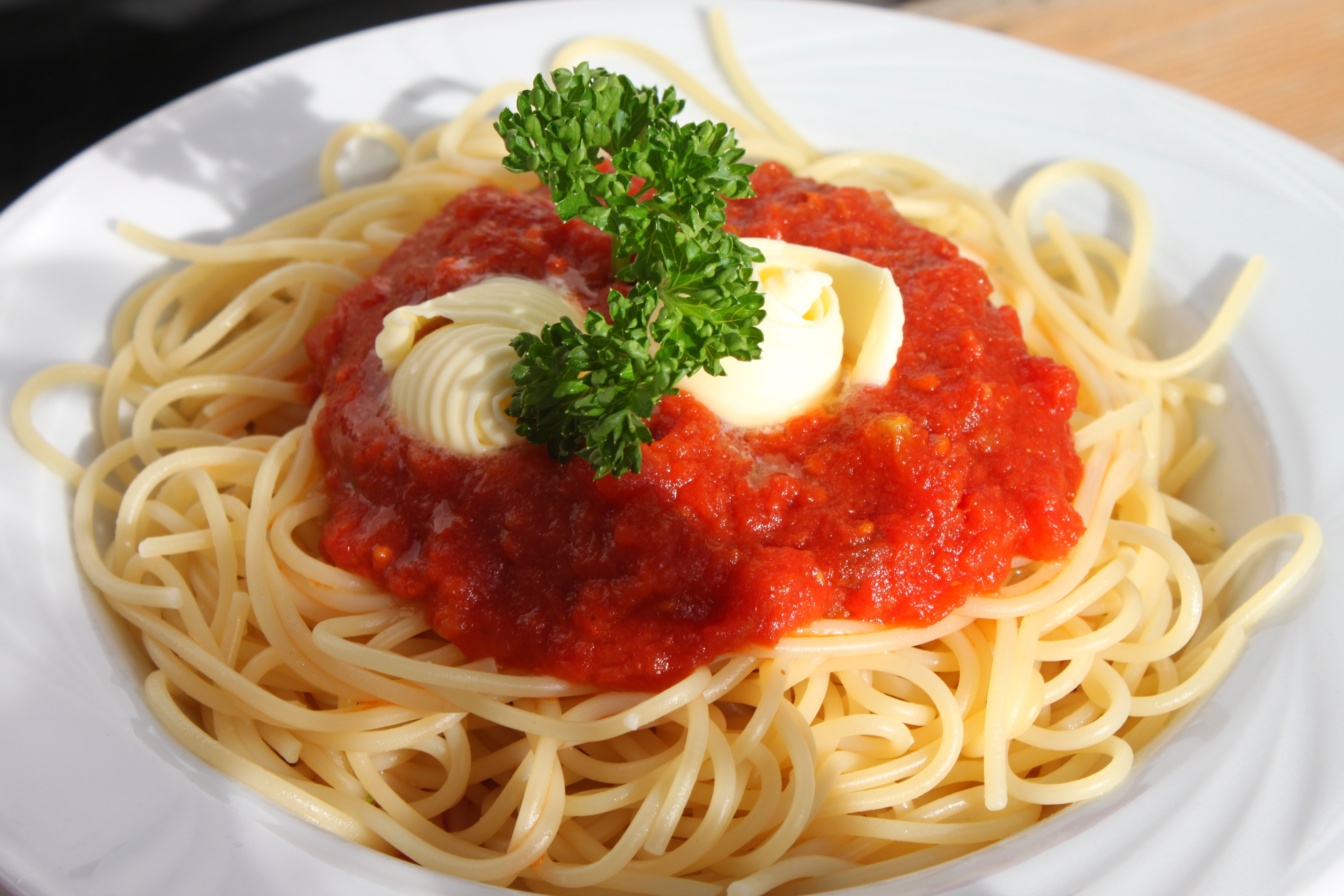
拿坡里義大利麵的一例。

蕃茄義大利麵（義大利語：Pasta al pomodoro）是一種源於意大利拿坡里的義大利麵料理，發源自中世紀拿坡里路邊攤，是以去皮番茄為基礎加入不同香辛料混合在一起製成的拿坡里醬作為配料之義大利麵料理。 

## 起源和歴史
番茄在1554年時，從美洲經由西班牙傳到拿坡里。 拿坡里和西西里島一同被西班牙哈布斯堡王朝所支配，通過西班牙很容易入手美洲新大陸的食材。 17世紀末葉就已經存在番茄醬汁的義大利麵了。
歴史性將番茄作為基礎的醬汁記下的義大利料理書由義大利人廚師安東尼歐·拉丁尼著作，在1696年發行的2卷書《現代管家》（Lo Scalco alla Moderna）。 拉丁尼作為管家，服侍在拿坡里的西班牙副王之宰相。
拉丁尼以「西班牙風的番茄醬汁」之名記下，這種醬汁是將去皮番茄、洋蔥、胡椒、地椒、青椒混合在一起。
描繪當時拿坡里的義大利麵路邊攤情景的畫中，路邊攤的老人將煮好的義大利麵放進比兩手環抱還要多一半大的碗中上菜，像是工人的顧客各自從大碗中徒手把麺吊在臉的上方，用嘴巴接住，似乎是有這樣的吃法。
在17~18世紀前後，食用番茄醬汁義大利麵的習慣就已經普及拿坡里，但是除了在拿坡里和其郊區以外的地方卻都不食用。
正因如此，其他都市的人稱番茄醬汁為拿坡里風。所以，當時的拿坡里人就把這種番茄醬汁單單叫做 la salsa ，即「醬汁」。而拿坡里的番茄醬汁義大利麵傳到法國就被稱為。

## 調理方法與概要
先以橄欖油爆香蒜茸，再加入番茄或加水稀釋的茄膏與羅勒，慢火煮至沸騰，然後以篩子篩走番茄皮，直至醬汁成奶油狀。亦有不用羅勒而用胡椒薄荷的製法，可再加食鹽、糖調味，煮成拿坡里醬。把煮好的拿坡里醬淋在意大利麵上面即成。

## 改良
此料理於二戰結束傳到日本後，由橫濱廚師入江茂忠改良成拿坡里義大利麵（ナポリタン），成為大眾化的洋食。

## 脚注
1. ↑  池上俊一「パスタでたどるイタリア史」岩波ジュニア新書699、p.69
2. ↑  池上俊一「パスタでたどるイタリア史」p.63-64
3. 1 2  澁川祐子「ニッポン定番メニュー事始め」彩流社2013年9月、pp.38-45
4. ↑  Elizabeth David, Italian Food (1954, 1999), p 319, and John Dickie, Delizia!
5. ↑  Alan Davidson, "Europeans' Wary Encounter with Tomatoes, Potatoes, and Other New World Foods" in Chilies to Chocolate: Food the Americas Gave the World, (University of Arizona Press) 1992.
6. ↑  [http://www.foodtimeline.org/foodsauces.html#tomato （页面存档备份，存于） Origins of Italian tomato sauce  Foodtimeline.org. Retrieved 23 April 2011
7. 1 2  池上俊一「パスタでたどるイタリア史」岩波ジュニア新書699、p.84-85
8. ↑  片岡義男「ナポリへの道」東京書籍、p.152